# الساوية
الساوية قرية فلسطينية تابعة لمحافظة نابلس في الضفة الغربية، وتقع على بُعد حوالي 18 كم جنوب مدينة نابلس. يبلغ عدد سكانها 5000 نسمة حسب إحصاءات عام 2017 .

## التسمية
هناك عدة روايات حول تسمية القرية، إحداها تقول إنها كانت تشكل نقطة ارتكاز في منتصف فلسطين، تربط بين الشمال والجنوب والشرق والغرب. وتشير رواية أخرى إلى أنها كانت مكاناً تجتمع فيه القبائل والعشائر لحل خلافاتها وتسويتها بينما تقول رواية ثالثة إنها كانت موقعاً تلتقي فيه القوافل التجارية.

## الجغرافيا
تتميز القرية بموقعها على منحدر متوسط الانحدار حيث ترتفع عن سطح البحر بحوالي 650 متراً. تبلغ المساحة العمرانية للقرية حوالي 600 دونم، وتشتهر القرية بخصوبة تربتها.

## السكان
بلغ عدد سكان القرية عام 1922م حوالي 476 نسمة وارتفع إلى 820 نسمة عام 1945م، وفي عام 1967 بعد الاحتلال الصهيوني بلغ عددهم حوالي 829 نسمة، ارتفع إلى 1600 نسمة عام 1987 م. وحسب احصاءات عام 2017 بلغ عدد سكان القرية 5000 نسمة.

## الخرب والأثار
- خربة الساوية
- خربة البرقيت
- خربة كمونية

## التاريخ
تم العثور في القرية على قطع فخارية من القرن الثامن والسابع قبل الميلاد، أو الفترة الفارسية أو الهلنستية المبكرة، أو العصر الصليبي ، أو العصر المملوكي ، أو العصر العثماني المبكر.
في القرنين الثاني عشر والثالث عشر، خلال العصر الصليبي، كانت الساوية مأهولة بالمسلمين، وفقًا لضياء الدين . وأشار أيضًا إلى أن أتباع ابن قدامة كانوا يعيشون هنا. يذكر المؤرخ السوري اليونيني القرية في سياق الغزو المغولي في القرن الثالث عشر.

### العصر العثماني
تم ضم الساوية إلى الدولة العثمانية سنة 1517 مع كامل فلسطين، وفي سنة 1596 ظهرت في سجلات الضرائب على أنها تقع في ناحية جبل القبلة في لواء نابلس . وكان عدد سكانها 40 أسرة و2 عازبين. كانوا يدفعون ضريبة ثابتة بنسبة 33.3% على المنتجات الزراعية، بما في ذلك القمح والشعير والمحاصيل الصيفية وأشجار الزيتون والإيرادات العرضية والماعز وخلايا النحل، أي ما مجموعه 8610 آقجة . ذهبت جميع الإيرادات إلى الوقف.
في القرنين الثامن عشر والتاسع عشر، شكلت القرية جزءًا من منطقة المرتفعات المعروفة بإسم جورة عمرة أو بلاد جماعين. تقع هذه المنطقة بين دير غسانة في الجنوب والطريق رقم 5 الحالي في الشمال، وبين مجدل يابا في الغرب وجماعين ومردا وكفل حارس في الشرق، وقد خدمت هذه المنطقة، وفقًا للمؤرخ "كمنطقة عازلة بين الوحدات السياسية والاقتصادية والاجتماعية لمنطقتي القدس ونابلس . وعلى المستوى السياسي، عانت من عدم الاستقرار بسبب هجرة القبائل البدوية والمنافسة المستمرة بين العشائر المحلية على حق تحصيل الضرائب نيابة عن السلطات العثمانية.
في عام 1838 لاحظ روبنسون أن الساوية تقع على تلة، جنوب نابلس.
في عام 1870 اكتشف فيكتور جورين أن عدد سكان القرية يبلغ ثلاثمائة نسمة، وأنه يوجد في القرية مسجد.
في عام 1882، وصف مسح صندوق استكشاف فلسطين الغربي قرية ساوية بأنها "قرية صغيرة على تلة تطل على الطريق".

### عصر الإنتداب البريطاني
في تعداد فلسطين الذي أجرته سلطات الانتداب البريطاني عام 1922، بلغ عدد سكان الساوية 476 نسمة، بينما في تعداد عام 1931 بلغ عدد المنازل المأهولة 128 نسمة وبلغ عدد سكانها 596 نسمة.
في إحصاءات عام 1945 بلغ عدد سكان الساوية 820 نسمة ومساحة أراضيها 10787 دونمًا ، وفقًا لمسح رسمي للأراضي والسكان. ومن هذه المساحة، كانت 4,394 دونمًا من المزارع والأراضي المروية، و3,412 دونمًا تستخدم لزراعة الحبوب، في حين كانت 40 دونمًا من الأراضي المبنية.

### العصر الإردني
بعد النكبة الفلسطينية عام 1948، وبعد اتفاقيات الهدنة عام 1949، أصبحت الساوية تحت الحكم الأردني.
حسب تعداد السكان الأردني لعام 1961 أن عدد السكان بلغ 1,151 نسمة.

### ما بعد 1967
منذ حرب الأيام الستة عام 1967، أصبحت القرية تحت الاحتلال الإسرائيلي. تم تصنيف حوالي 14% من أراضي القرية ضمن المنطقة ب ، والباقي 86% ضمن المنطقة ج . قد صادرت إسرائيل 1551 دونمًا من أراضي القرية لصالح مستوطنة علياء الإسرائيلية ، و376 دونمًا لصالح مستوطنة رحاليم .